# Comtat d'Autauga
El comtat d'Autauga és un comtat dels Estats Units a Alabama. Segons el cens del 2020, la població era de 58,805 persones. La seu del comtat és Prattville.